# Cataviñá
Cataviña es un pequeño pueblo ubicado sobre la Carretera Federal 1 en la delegación El Mármol del municipio de San Quintín del estado de Baja California. Está localizado a 125 kilómetros al sur del poblado de El Rosario y a 110 kilómetros al norte del Paradero Punta Prieta, de donde parte la carretera hacia Bahía de los Ángeles. El topónimo Kataviñá es de origen cochimí, pero no se conoce su significado con exactitud. Actualmente cuenta con 146 habitantes y se considera un lugar tranquilo para vivir lejos de grandes ciudades.
La economía local depende principalmente del turismo, y de los servicios que se prestan a los automovilistas que circulan por la carretera. Cuenta con un hotel de primera calidad desarrollado por el Fondo Nacional de Fomento al Turismo del gobierno mexicano; Hotel Misión Cataviña. 
En sus cercanías se encuentran algunas pinturas rupestres y un campo de piedras gigantes, que mezcladas con la vegetación del desierto hacen de la zona un lugar muy visitado por los amantes del ecoturismo.

## Comunicaciones y transporte
Cataviña cuenta con una pista de aterrizaje de 1,160 metros de largo y 30 metros de ancho llamada Aeródromo Santa Inés de aviación en general, así como una plataforma de 5,000 metros cuadrados (40m x 125m).

## Economía

### Turismo
El poblado de Cataviña es muy pequeño y no ha tenido un impacto fuerte de urbanización, eso beneficia a la industria turística que en este caso se inclina por el ecoturismo y las actividades recreativas de deportes extremos. En Cataviña podemos encontrar hospedaje, restaurantes, tiendas de víveres, una gasolinería y pequeñas viviendas que viven del turismo.
El Valle de los Cirios es un espacio natural que tiene especies únicas en mundo, la flora del lugar hace ver al territorio como un espacio extra-estelar que ha impactado a biólogos, científicos, naturalistas y visitantes en general. La fauna está compuesta por zorras grises, codornices, serpientes de cascabel, pumas, borrego cimarrón, ardillas u otros roedores y un sinnúmero de aves únicas en esta región del país.
Solo hay una carretera asfaltada que cruza de norte a sur por la península y es al mismo tiempo la única vía de comunicación terrestre que conecta al poblado con el resto de la entidad, también hay un aeródromo que ofrece servicio de transportación aérea. Circulando por la región solo se puede desplazar por vehículos todo terreno que atraviesan bastos senderos.